# 13e cérémonie des New York Film Critics Online Awards
La 13e cérémonie des New York Film Critics Online Awards (NYFCO Awards), décernés par la New York Film Critics Online, a eu lieu le 8 décembre 2013, et a récompensé les films réalisés dans l'année,.

## Palmarès
- Meilleur film :
  - Twelve Years a Slave

- Meilleur réalisateur :
  - Alfonso Cuarón pour Gravity

- Meilleur acteur :
  - Chiwetel Ejiofor pour le rôle de Solomon Northup dans Twelve Years a Slave

- Meilleure actrice :
  - Cate Blanchett pour le rôle de Jasmine dans Blue Jasmine

- Meilleur acteur dans un second rôle :
  - Jared Leto pour le rôle de Rayon dans Dallas Buyers Club

- Meilleure actrice dans un second rôle :
  - Lupita Nyong'o pour le rôle de Patsey dans Twelve Years a Slave

- Meilleure distribution :
  - American Bluff (American Hustle)

- Révélation de l'année :
  - Adèle Exarchopoulos pour le rôle d'Adèle dans La Vie d'Adèle

- Meilleur premier film :
  - Ryan Coogler pour Fruitvale Station

- Meilleur scénario :
  - Her – Spike Jonze

- Meilleure photographie :
  - Gravity – Emmanuel Lubezki

- Meilleure musique de film :
  - Inside Llewyn Davis – Marcus Mumford

- Meilleur film en langue étrangère :
  - La Vie d'Adèle  France

- Meilleur film d'animation :
  - Le vent se lève (風立ちぬ, Kaze tachinu)

- Meilleur film documentaire :
  - The Act of Killing